# جو اسکارز
جو اسکارز (انگلیسی: Joe Skarz؛ زادهٔ ۱۳ ژوئیهٔ ۱۹۸۹) بازیکن فوتبال اهل بریتانیا است.
از باشگاه‌هایی که در آن بازی کرده‌است می‌توان به باشگاه فوتبال بری، باشگاه فوتبال هادرزفیلد تاون، باشگاه فوتبال روترهام یونایتد، باشگاه فوتبال آکسفورد یونایتد، باشگاه فوتبال شروزبری تاون، و باشگاه فوتبال هارتل پول یونایتد اشاره کرد.